# 野曼
野曼（1921年—2018年1月4日），原名赖观兰、赖澜，笔名赖也曼、野蔓、林子、林紫君、耶曼等，男，广东蕉岭人，中国诗人，曾任中国诗歌学会副会长。